# Jean-Baptiste Bouthier de Rochefort
Jean-Baptiste Augustin Bouthier de Rochefort est un homme politique français né le 8 avril 1814 à Semur-en-Brionnais (Saône-et-Loire) et mort le 13 juin 1891 à Nolay (Côte-d'Or).

## Biographie

### Origines et formation
Les Bouthier sont une des familles les plus anciennes de Semur-en-Brionnais, du hameau de la Fay. Ses membres ont exercé diverses fonctions religieuses, judiciaires et administratives. Ainsi François Bouthier, sieur de Rochefort (né en 1556) fut notaire royal et procureur du bailliage de Semur. Jean-Marie Bouthier, né le 28 décembre 1729 fut reçu avocat au Parlement de Paris en 1754, puis conseiller procureur du Roi au bailliage de Semur. Le père, Jean-Baptiste Christophe Bouthier de Rochefort, né en 1772, traverse la révolution et l'empire discrètement. À sa mort, en 1841, ses propriétés sont importantes : belle maison dans le centre historique de Semur et nombreux domaines sur le territoire de plusieurs communes brionnaises. Jean-Baptiste Bouthier de Rochefort choisit des études agronomiques et non de droit. Il resta toute sa vie attentif et proche du monde agricole. Il se marie avec Marie Lavirotte de Nolay (Côte d'Or). Ils n'auront pas d'enfant.

### Mandats électoraux et responsabilités
Conseiller général du canton de Semur-en-Brionnais en 1871, Jean-Baptiste Bouthier de Rochefort fut réélu en 1876, en 1877 et en 1881. Il impulse la création, le 3 novembre 1880, sous forme associative, de la Société d'agriculture et d'élevage du Charolais.
Il est élu député de Saône-et-Loire (première circonscription de Charolles) le 20 février 1876 par 8 384 voix, contre 5 295 à Philibert Bernard de La Guiche, ancien représentant à l'Assemblée nationale, monarchiste. Il siège au centre gauche comme républicain. Avec 363 autres députés, il refuse la confiance au gouvernement de Broglie, le 16 mai 1877 et signe le manifeste des députés républicains. Après la dissolution de la Chambre Bouthier de Rochefort se représente et lors des élections du 14 octobre 1877, il est réélu (contre le candidat de l'administration, M. Cheuzeville). Il est à nouveau réélu le 21 août 1881 contre le comte de Rambuteau, jusqu'au 9 novembre 1885. Il est battu aux élections des 4 et 18 octobre 1885. Le mode de scrutin a changé, il s'agit d'un scrutin majoritaire de liste à deux tours. Il retrouve son siège le 22 septembre 1889 (scrutin uninominal) ; son adversaire est à nouveau le comte de Rambuteau.
Bouthier de Rochefort assume par ailleurs le présidence du comice agricole de la Société d'agriculture de Charolles. Il est vice-président de l'Her-Book et de la chambre de commerce de Mâcon et Charolles.
Il est nommé chevalier de la Légion d'honneur le 1er juillet 1887.
Il meurt en cours de mandat, le 13 juin 1991. Son successeur est Hippolyte Franc.

## Le legs Bouthier de Rochefort
Par un testament authentique devant Maître Lacomme, notaire à Nolay, Bouthier de Rochefort fait un legs au département de Saône-et-Loire. Il donne de nombreuses propriétés, constituées de terres, de bois, de corps de ferme, situées sur les communes de Semur-en-Brionnais, Saint-Julien-de-Jonzy, Briant, Sainte-Foy, Anzy-le-Duc, Sarry, Saint-Bonnet. 
Suivant les clauses précisant la destination des revenus annuels procurés par les biens trois finalités se dégagent :
- le soutien à l'agriculture et à sa modernisation ;
- le soutien aux personnes les plus modestes ;
- la construction d'un asile.

« En principe, quoi qu'il arrive, tous les revenus des propriétés léguées devront être employés, d'une manière exclusive, à l'amélioration de l'agriculture dans le canton de Semur-en-Brionnais, et à secourir les habitants nécessiteux de ce même canton. Dix mille francs seront utilisés par an à l'acquisition et à l'entretien des plus beaux étalons reproducteurs des diverses espèces d'animaux servant à l'agriculture, 2° cinq mille francs seront utilisés, par an, à l'achat et à l'entretien d'instruments agricoles qui seront mis gratuitement, ainsi que les étalons, à la. disposition des habitants du canton de Semur. Un don de mille francs en espèces sera remis chaque année au père de famille le plus nécessiteux et ayant la plus nombreuse famille. Le père de famille ne pourra en profiter qu'une seule fois, sauf dans le cas où le nombre de ses enfants viendrait à augmenter.
Le surplus des revenus des propriétés léguées sera distribué sous forme de secours aux orphelins et vieillards nécessiteux du canton de Semur, en attendant la construction d'un asile et orphelinat. Le département, aussitôt que les revenus accumulés, si faire se peut, le permettront, et au plus tard après le décès de Mrae de Rochefort, devra fonder un asile et un orphelinat laïques, sur le modèle de l'asile de Mme de Rocca, où seront reçus les vieillards nécessiteux habitant depuis au moins dix ans, et les orphelins nés de parents habitant ou ayant habité au moins dix ans le canton de Semur-en-Brionnais. J'exprime le désir que cet établissement soit construit à Semur, dans ma propriété d'été dite «aux Pious», qui, à mon avis, réunirait les meilleures conditions possibles […]. »

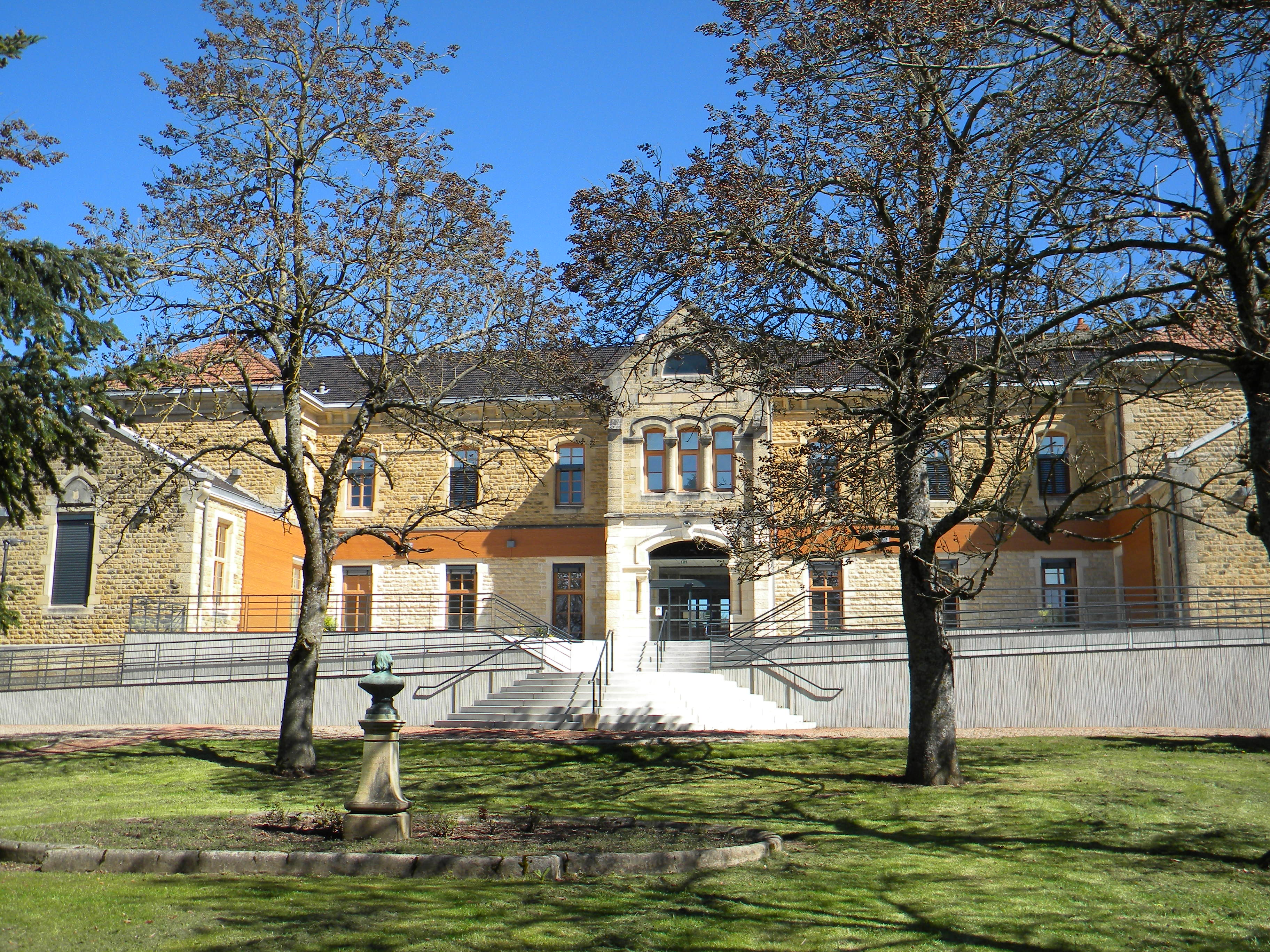
L'asile, devenu EHPAD, construit grâce au legs de Bouthier de Rochefort à Semur-en-Brionnais.

Le président du conseil général, « C'était un homme de bien dans la véritable acceptation de ce mot, et il a terminé sa vie par un dernier bienfait. Il lègue toute sa fortune, plus d'un million, au département de Saône-et-Loire, pour le canton de Semur, dans des conditions fixées par son testament, mais qui témoignent de son attachement profond à l'agriculture et à ces travailleurs des campagnes dont il s'est toujours montré l'ami sûr et dévoué. »
Sa veuve meurt à Nolay le 7 novembre 1899, elle lègue, elle-aussi, une part ses biens au département de Saône-et-Loire. Il s'agit d'un bien de plus de 26 hectares estimé à 128 000 francs.
Le 15 octobre 1905 est inauguré l'asile de vieillards voulu par Bouthier de Rochefort, devant lequel est érigé le Monument à Jean-Baptiste Bouthier de Rochefort, un buste en bronze[Par qui ?] rendant hommage au philanthrope.